# Por tu honor
Por tu honor es el noveno álbum de estudio de la banda argentina de heavy metal Horcas, publicado en 2013 por Tocka Discos / Sony Music.  Es el primer álbum grabado con el guitarrista Lucas "Castor" Simcic, en reemplazo de Gabriel Lis.
El primer corte de difusión de este material, se titula «Cazador».

## Lista de canciones
| N.º | Título               | Duración |  |
| 1.  | «En la jaula»        | 03:58    |  |
| 2.  | «Cazador»            | 03:57    |  |
| 3.  | «Indiferencia»       | 03:36    |  |
| 4.  | «Ahora o nunca»      | 04:20    |  |
| 5.  | «Sin salida»         | 04:25    |  |
| 6.  | «Sembrando venganza» | 03:59    |  |
| 7.  | «Punto final»        | 05:13    |  |
| 8.  | «Cordero de Dios»    | 04:04    |  |
| 9.  | «Mil demonios»       | 04:01    |  |
| 10. | «Agonía»             | 03:51    |  |
| 11. | «Guerreros»          | 04:00    |  |

## Personal

### Banda
- Topo Yáñez (bajo)
- Walter Meza (voz)
- Sebastián Coria (guitarra)
- Lucas "Castor" Simcic (guitarra)
- Guillermo De Luca (batería)

### Otros
- Mario Altamirano - Ingeniero de grabación y mezcla
- Justin Weis - Mastering
- Fernando Scarcella - técnico de batería